# La prima donna che passa
La prima donna che passa è un film del 1940 diretto da Max Neufeld.

## Trama
Nel XVIII secolo alla corte di Francia il primo ministro Richelieu scommette con due cortigiani 1.000 scudi riguardo alla possibilità  che entro la mezzanotte lui riesca a conquistare la prima donna che passerà in quel momento.
Passa in quel momento Gabriella de Verveine, dando la possibilità al ministro di vincere la scommessa.
La mattina seguente esce dalla casa della giovane, ma si scoprirà che si tratta di una messa in scena: la donna che ha incontrato è in realtà la Marchesa de Prie, che si è sostituita a Gabriella.
D'Aubigny, il fidanzato di Gabriella, crede al tradimento dell'amata e sfida a duello il ministro Richelieu che nel frattempo è caduto in disgrazia, si pente, racconta la verità e permette la riconciliazione dei due giovani fidanzati.

## La critica
Filippo Sacchi nel Corriere della Sera, del 10 novembre 1940 scrisse: